# Biserica de lemn din Gligorești

Biserica de lemn din Gligoreşti, județul Cluj (schiță)

Biserica de lemn din Gligorești, comuna Luna, județul Cluj, azi dispărută, a fost vizitată și studiată de către Tèglás Istvan, înainte de demolarea ei.